# Rai Nain
Rai Nain (deutsch Einheimische) ist eine Aldeia in der osttimoresischen Landeshauptstadt Dili. Die Aldeia liegt im Südosten des Sucos Colmera (Verwaltungsamt Vera Cruz). In der Aldeia leben 605 Menschen (2015).

## Lage und Einrichtungen

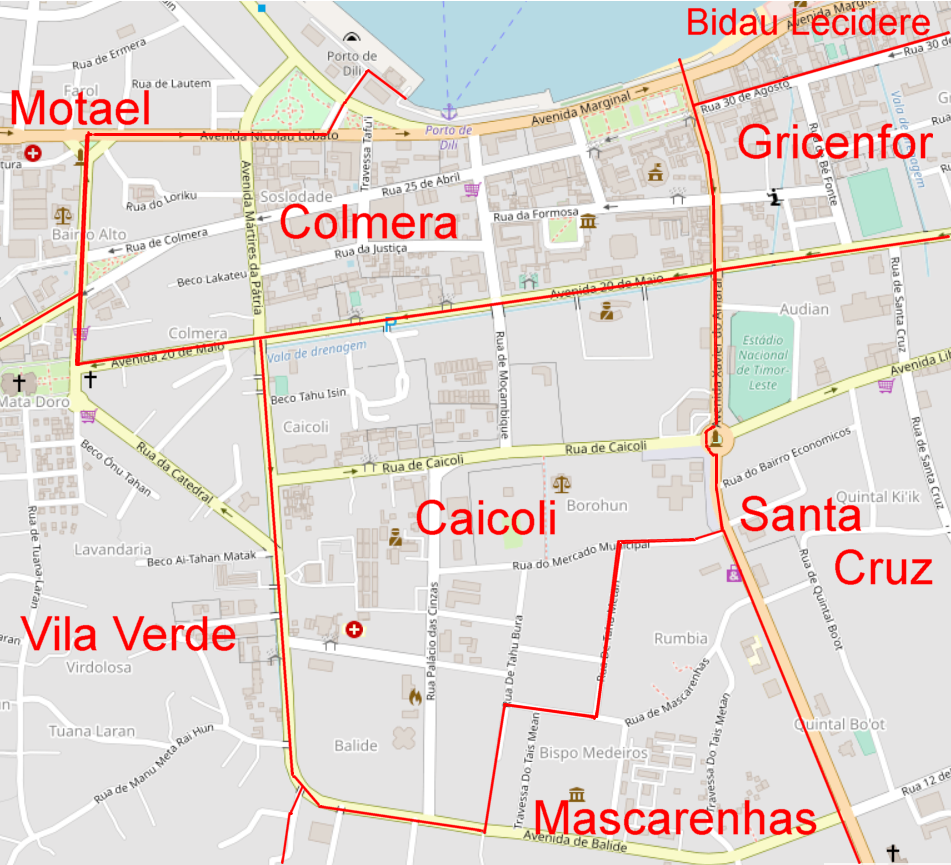
Straßenkarte der Sucos Caicoli und Colmera

Rai Nain nimmt den Norden und Westen des Sucos Colmera ein. Hier befinden sich unter anderem der Sitz der Generalstaatsanwaltschaft Osttimors und der Tais-Markt.